# Joaquín Larrivey
Joaquín Oscar Larrivey (* 20. August 1984 in Gualeguay, Entre Ríos) ist ein argentinischer Fußballspieler.

## Karriere
Joaquín Larrivey begann seine Karriere bei Club Atlético Huracán. Im Jahre 2004 wurde er in die erste Mannschaft befördert und konnte sich von da an durchsetzen. Zur Saison 2007/08 wurde er vom italienischen Erstligisten Cagliari Calcio unter Vertrag genommen. Nachdem er eine und eine halbe Spielzeit absolviert hatte, wurde er in sein Heimatland, nach CA Vélez Sársfield ausgeliehen. In der Saison 2009/10 war er Stammspieler, wurde aber wegen schlechter Trefferleistungen in der darauffolgenden Saison erneut nach Argentinien verliehen.
Im Jahre 2012 verließ er Europa wieder und schloss sich CF Atlante aus Mexiko an. Nach nur einer Saison erfolgte die Rückkehr nach Europa zum spanischen Erstligisten Rayo Vallecano. Nach dieser Spielzeit unterschrieb er einen Vertrag beim Ligakonkurrenten Celta Vigo.
Nach einem Jahr erfolgte ein Wechsel in die Vereinigten Arabischen Emirate nach Baniyas SC. Er blieb für etwas mehr als eine Spielzeit und schloss sich im Jahre 2017 dem japanischen Zweitligisten JEF United Ichihara Chiba an. Dort blieb Larrivey zwei Jahre, ehe er wieder nach Südamerika zurückging. 2019 spielte Larrivey für Cerro Porteño in Paraguay. Anfang 2020 wechselt er zum chilenischen Erstligisten Universidad de Chile. Dort erzielte Larrivey in seiner ersten Saison 19 Treffer und wurde Zweiter der Torschützenliste hinter seinem Landsmann Fernando Zampedri. Im Februar 2022 wechselte der argentinische Stürmer in die Serie B zu Cosenza Calcio.

## Erfolge

### Vélez Sársfield
- Argentinische Primera División: Clausura 2009